# 国家电影局
国家电影局（英語：China Film Administration），是中共中央宣传部对外加挂的牌子。由中共中央宣传部电影局承担具体工作。

## 沿革
1949年建国初期，中共中央宣传部设中央电影事业管理局管理全国电影行业。同年，电影行业管理职责划归中央人民政府文化部，设中央人民政府文化部电影局。1954年，中央人民政府文化部改组为中华人民共和国文化部，设文化部电影事业管理局。1986年，文化部的电影行业管理职责分出，与广播电视部整合组建中华人民共和国广播电影电视部。改革后，广播电影电视部电影事业管理局作为广电部内设机构。1998年，根据《国务院机构改革》方案，广播电影电视部由国务院组成部门降为国务院直属机构，称国家广播电影电视总局，行政级别仍为正部级。国家广播电影电视总局电影管理局为广电总局内设机构。2013年，国家广播电影电视总局与中华人民共和国新闻出版总署整合组建中华人民共和国国家新闻出版广电总局，设国家新闻出版广电总局电影局，作为国务院电影行业管理机构。
2018年3月，中共中央印发的《深化党和国家机构改革方案》称，“中央宣传部统一管理电影工作。为更好发挥电影在宣传思想和文化娱乐方面的特殊重要作用，发展和繁荣电影事业，将原国家新闻出版广电总局的电影管理职责划入中央宣传部。中央宣传部对外加挂国家电影局牌子”。
2018年3月17日第十三届全国人民代表大会第一次会议通过《第十三届全国人民代表大会第一次会议关于国务院机构改革方案的决定》，批准《国务院机构改革方案》。方案规定，在国家新闻出版广电总局广播电视管理职责的基础上组建国家广播电视总局，作为国务院直属机构，不再保留国家新闻出版广电总局。
2018年4月16日，国家电影局正式挂牌。

## 职责
根据《深化党和国家机构改革方案》，中央宣传部关于电影管理方面的主要职责是：
1. 负责拟订电影事业、产业发展规划和政策，了解掌握分析电影创作、思潮情况。
2. 负责电影行政审批和管理相关工作，指导、监管电影制片、发行和放映工作。
3. 负责组织审查影片和电影频道播出的相关节目，发放和吊销影片公映许可证。
4. 负责指导电影档案管理和技术研发工作。
5. 承办对外合作制片、输出输入影片的国际合作与交流事项。
6. 指导电影专项资金的管理。
7. 指导、协调全国性重大电影活动，负责与有关电影机构和组织进行联系。
8. 完成部领导交办的其他任务。

## 机构设置
根据有关规定，国家电影局在中央宣传部加挂牌子，由中央宣传部电影局承担具体工作。中央宣传部电影局设置下列机构：
- 综合处
- 制片处
- 艺术处
- 市场处
- 国际合作处

## 历任领导
国家电影局局长
- 王晓晖（2018年5月－2022年5月，中央宣传部常务副部长兼）

常务副局长
- 孟祥林（？－2022年12月）[7][8]
- 毛羽（2022年12月－）[9][10][11]

副局长
- 李国奇（2018年5月－？）[12]
- 陆亮（？－）[13]
- 罗杨（？－）[14]